# Korstjärnen (Holmedals socken, Värmland)
Korstjärnen är en sjö i Årjängs kommun i Värmland och ingår i Göta älvs huvudavrinningsområde.